# Classification de Condorcet
La classification de Condorcet est un système de classification à facettes mis au point par Nicolas de Condorcet ayant probablement inspiré Shiyali Ramamrita Ranganathan. Il se décompose en cinq facettes de dix termes.
Ce système de classement documentaire s'inscrit dans une démarche d'organisation des connaissances et de classification des sciences.

## Facettes
- Objets
  - l'homme en tant qu'animal,
  - l'homme en tant qu'être pensant,
  - la société,
  - quantité, taille et position,
  - propriétés communes aux corps et aux phénomènes généraux,
  - système du monde et connaissance de la terre,
  - animaux,
  - végétaux,
  - minéraux,
  - les technologies physiques et leurs produits.
- Méthodes
  - philosophie,
  - mathématiques,
  - physique,
  - analyse des éléments,
  - observation de faits permanents,
  - observation de faits non permanents,
  - expérience,
  - instruments,
  - analyse des méthodes et moyens employés,
  - expérience sur les méthodes et moyens.
- Points de vue
- Usages et utilité
- Méthode d'accès